# Dichilanthe zeylanica
Dichilanthe zeylanica är en måreväxtart som beskrevs av George Henry Kendrick Thwaites. Dichilanthe zeylanica ingår i släktet Dichilanthe och familjen måreväxter. IUCN kategoriserar arten globalt som starkt hotad. Inga underarter finns listade i Catalogue of Life.